# Burmoniscus taitii
Burmoniscus taitii är en kräftdjursart som beskrevs av Kae Kyoung Kwon och Kim 2002. Burmoniscus taitii ingår i släktet Burmoniscus och familjen Philosciidae. Inga underarter finns listade i Catalogue of Life.